# Fanatik (Turkije)
Fanatik is een Turks voetbaltijdschrift. Het tijdschrift is onderdeel van European Sports Magazines.
Fanatik verscheen voor het eerst op 20 november 1995. Het dagblad is met een oplage van zo'n 250.000 exemplaren de sportkrant met de hoogste verspreiding in Turkije. Het blad werd ook in Duitsland en Oostenrijk verspreid, maar vanwege tegenvallende verkoopcijfers is de Duitse distributie inmiddels stopgezet.
Fanatik werd jarenlang uitgegeven door Hürriyet. In maart 2018 werd het dagblad echter opgekocht door de Demirören Holding.    